# Django Unchained (Original Motion Picture Soundtrack)
Django Unchained (Original Motion Picture Soundtrack) è un album in studio di autori vari, pubblicato il 18 dicembre 2012 e contenente la colonna sonora del film omonimo.
La colonna sonora ha visto la partecipazione di numerosi artisti e compositori, di cui quattro brani composti da Ennio Morricone, tra cui Ancora qui con Elisa, oltre che Anthony Hamilton, Jamie Foxx, RZA, Rick Ross, John Legend e Edda Dell'Orso. L'album è stato candidato ai Grammy Awards per la migliore colonna sonora di compilation per un media visivo, mentre quattro brani sono stati preselezionati per la candidatura all'Oscar alla miglior canzone originale.

## Descrizione
Se si escludono alcune tracce composte da Robert Rodriguez e RZA per Kill Bill: Volume 1 e Kill Bill: Volume 2, è la prima volta che la colonna sonora di un film diretto da Tarantino prevede brani originali scritti appositamente per la pellicola.
Tra le tracce originali incluse nella colonna sonora ci sono 100 Black Coffins, prodotta da Rick Ross e Jamie Foxx; Who Did That To You? di John Legend; Ancora qui composta da Ennio Morricone, scritta e cantata da Elisa; Freedom cantata da Anthony Hamilton e Elayna Boynton e Ode to Django di RZA. La canzone Ancora qui costituisce uno dei numerosi casi di auto-citazione presenti nel film, poiché è strutturata rielaborando il celebre tema alla base della colonna sonora del film C'era una volta in America, composta dallo stesso Ennio Morricone.
La colonna sonora comprende diversi brani tratti da altre colonne sonore di altri film come Django, Città violenta, I crudeli, Lo chiamavano King, Gli avvoltoi hanno fame, I lupi attaccano in branco, I giorni dell'ira, Lo chiamavano Trinità..., Sotto tiro e Battle Royale. La scena finale del film e parte dei titoli di coda sono musicati proprio dal famoso brano di Lo chiamavano Trinità...
Anche il musicista Frank Ocean scrisse una canzone per il film ma, nonostante Tarantino l'abbia definita una straordinaria ballata, non ha potuto inserirla nel film perché non c'era una scena adatta.
L'album ufficiale è uscito negli Stati Uniti il 18 dicembre 2012. Il disco contiene solo una parte dei brani inseriti nel film.
Durante la scena della scorreria  da parte del Ku Klux Klan, è stato usato il Dies Irae di Giuseppe Verdi.

## Tracce
1. Winged (James Russo) – 0:09
2. Django (Rocky Roberts - Luis Bacalov) – 2:53
3. The Braying Mule (Ennio Morricone) – 2:33
4. In That Case Django, After You... (Christoph Waltz - Jamie Foxx) – 0:38
5. Lo Chiamavano King (His Name Was King) (Luis Bacalov - Edda Dell'Orso) – 1:58
6. Freedom (Anthony Hamilton - Elayna Boynton) – 3:56
7. Five-Thousand-Dollar Nigga's and Gummy Mouth Bitches (Don Johnson - Christoph Waltz) – 0:56
8. La Corsa (2nd Version) (Luis Bacalov) – 2:18
9. Sneaky Schultz and the Demise of Sharp (Don Stroud) – 0:34
10. I Got a Name (Jim Croce) – 3:15
11. I Giorni Dell'ira (Days of Anger) (Riz Ortolani) – 3:05
12. 100 Black Coffins (Rick Ross) – 3:43
13. Nicaragua (Jerry Goldsmith feat. Pat Metheny) – 3:29
14. Hildi's Hot Box (Samuel L. Jackson - Leonardo DiCaprio) – 1:16
15. Sister Sara's Theme (Ennio Morricone) – 1:26
16. Ancora Qui (Ennio Morricone - Elisa) – 5:08
17. Unchained (The Payback/Untouchable) (James Brown - 2Pac) – 2:51
18. Who Did That to You? (John Legend) – 3:48
19. Too Old to Die Young (Brother Dege) – 3:43
20. Stephen the Poker Player (Samuel L. Jackson - Jamie Foxx) – 1:02
21. Un Monumento (Ennio Morricone) – 2:30
22. Six Shots Two Guns (Samuel L. Jackson - Jamie Foxx) – 0:05
23. Trinity (Titoli) (Annibale E I Cantori Moderni) – 3:03

Tracce bonus nell'edizione di iTunes
1. Ode to Django (The D Is Silent) (RZA) – 4:58

## Classifiche
| Classifica (2012) | Posizione massima |
| ----------------- | ----------------- |
| Australia         | 45                |
| Austria           | 3                 |
| Belgio (Fiandre)  | 13                |
| Belgio (Vallonia) | 37                |
| Danimarca         | 14                |
| Francia           | 7                 |
| Germania          | 3                 |
| Grecia            | 25                |
| Norvegia          | 16                |
| Nuova Zelanda     | 39                |
| Paesi Bassi       | 56                |
| Polonia           | 5                 |
| Svizzera          | 1                 |